# Magdalena Łapaj
Magdalena Łapaj-Jagow (* 1988 in Posen) ist eine polnische Alt- und Sopransaxophonistin.
Łapaj begann ihre Saxophonausbildung bei Dorota Samsel am Staatlichen Musiklyzeum in Poznań und setzte sie an der Hochschule für Musik „Hanns Eisler“ Berlin bei Detlef Bensmann und an der Hochschule für Musik und Tanz Köln bei Daniel Gauthier (Diplom) und Sebastian Pottmeier (Master of Music im Fach Saxophon-Solo) fort. Als Erasmus-Studentin nahm sie am Pariser Konservatorium Unterricht bei Claude Delangle, zudem besuchte sie Meisterkurse u. a. von Arno Bornkamp, Dominique Tassot, Ed Bogaard, Joël Versavaud, Radek Knop, Christian Wirth und Lars Mlekusch. Beim Internationalen Saxophon-Wettbewerb in Metz erhielt sie den Ersten Preis in der Kategorie Jeunesse solists, beim Internationalen Leo-Ballan-Wettbewerb in Paris den Grand Prix und in Karlsruhe den Zweiten Preis für die Interpretation Neuer Musik.
2004 debütierte sie als Solistin mit dem Brandenburgischen Kammerorchester Berlin unter der Leitung von Rainer Johannes Kimstedt; 2012 trat sie mit dem Rundfunk-Sinfonieorchester Berlin unter der Leitung von Frank Strobel auf. Mit Dominic Childs, Enrico Taubmann und Frank Riedel gründete sie das Forseti Saxophonquartett, dessen Schwerpunkt auf der Aufführung der Werke zeitgenössischer Komponisten liegt. Von 2014 bis 2016 gehörte sie dem Alliage Quintett an. Mit dem Quintett arbeitete sie mit Musikern wie der Sängerin Simone Kermes und dem Geiger József Lendvay zusammen und nahm mit der Klarinettistin Sabine Meyer 2016 die CD Fantasia auf. Außerdem wirkte sie an mehreren Rundfunk- und Fernsehproduktionen mit. Konzerte und Festivals führten sie nach Polen, Deutschland, Frankreich, Schweden, in die Schweiz, in die Türkei, nach Kanada und in die USA.

## Quelle
- Forseti Saxophonquartett – Magdalena Łapaj